# کلاود رپ
کلاود رپ (به انگلیسی: Cloud rap) یک ژانر فرعی از هیپ هاپ جنوبی و موسیقی ترپ است که به‌خاطر خصوصیات مبهم، رؤیاگونه و آرام خود، شباهت زیادی به لو-فای دارد. بسیاری از متخصصین موسیقی، رپر لیل بی و تهیه‌کنندهٔ موسیقی کلمز کازینو را پیشگامان این سبک می‌دانند. اصطلاح «کلاود رپ» اشاره به خاستگاه اینترنتی و سبک آسمانی این ژانر دارد. دو هنرمند معروف ایسپ راکی و یانگ لین به‌خاطر به‌کار بردن این سبک در آثارشان شناخته شده‌اند.